# Теорија социјалне компарације
Теорија социјалне компарације, првобитно постављена од социјалног психолога Леона Фестингера 1954. године, темељи се на веровању да постоји нагон (жељa) у индивидуама за добијањем тачне самопроцене. Ова теорија објашњава како индивидуе оцењују своја сопствена мишљења и способности тако што себе упоређују са другима да би умањили несигурност у овим доменима и научили како да опишу себе.
Следећи првобитну теорију, истраживање се почело фокусирати на социјалном поређењу као начину за саморазвојем уводећи концепте узлазног и силазног поређења и проширавајући мотивације социјалног поређења.

## Првобитни оквир
У својој првобитној теорији, Фестингер даје девет главних хипотеза. Прво, изнео је да људска бићa имају основни нагон да оцењују своја мишљења и способности и да људи себе оцењују кроз објективне, несоцијалне начине (Хипотеза 1). Друго, Фестингер је изнео да уколико објективни, несоцијални начини нису доступни, људи оцењују своја мишљења и способности поређењем са другим људима (Хипотеза 2). Следеће, дао је хипотезу да тенденција за поређењем себе са другом особом се смањује што се више разилазе разлике између њихових мишљења и способности. Другим речима, ако се неко превише разликује од тебе, мања је вероватноћa да ћеш себе упоређивати са том особом (Хипотеза 3). Затим је поставио хипотезу да постоји неусмерени нагон навише у случају способности, који је изостављен у мишљењима. Овај нагон се односи на вредност у томе да се постане бољи и бољи у нечему. (Хипотеза 4).
Следеће, Фестингер је поставио хипотезу да постоје несоцијална ограничења која чине тешким или чак немогућим да се промени нечија способност и та ограничења у потпуности изостају код мишљења. Другим речима, људи могу мењати своја мишљења када то желе али без обзира колико појединци могу бити мотивисани да побољшају своју способност, постоје други елементи који чине ово немогућим(Хипотеза 5).
Фестингер настављa са хипотезом да прекид компарације са другима прати нетрпељивост или понижење до степена да настављена компарација са тим особама означава непријатне последице (Хипотеза 6).
Следеће, било који фактори који увећавају важност одређене групе као групе поређења из неког одређеног мишљења или способности ће увећати притисак према сличности која се тиче те способности или мишљења у оквиру те групе. Уколико несклад произилази између проценитељa и групе поређења постоји тенденција да се смањи неслагање (разлика) или покушајем убеђивања других или променом њихових личних ставова зарад добијања сличности. Међутим, важност, значај и наклоњеност према групи поређења која утичу на оригиналну мотивацију за поређењем, посредује између притисака ка сличности (Хипотеза 7).
Његова следећa хипотеза наводи да ако особе које су веома дивергентне у свом сопственом мишљењу или способности, опажају се као различите од себе у особинама које су доследне дивергенцији, тенденција да се сузи опсег поређења постаје јача (Хипотеза 8).
На крају, Фестингер је поставио хипотезу да када постоји опсег мишљења или способности у групи, релативна јачина три манифестација притисака према сличности ће бити различита за оне који су близу модалитета групе од оних који су даљe од модалитета. Они који су ближе модалитету ће имати јаче тенденције да промене позиције других, слабије тенденције да сузе опсег поређења, a чак још слабије тенденције да промене своја сопствена мишљења (Хипотеза 9).

## Теоретске предности
Од свог настанка, првобитни оквир је искусио неколико предности. Кључни аспекти су развоји у разумевању мотивација које подлежу социјалним поређењима, као и специфичне врсте социјалних поређења које су направљене. Мотиви који су битни за социјалну компарацију укључују саморазвој, одржавање позитивне самопроцене, компоненте особина и валидације, и избегавање завршетка. Док у Фестингеровом оригиналном концепту постоје промене, многи фундаментални аспекти остају исти, укључујући распрострањеност тенденције према социјалном поређењу и општи процес који је социјално поређење.

### Самопроцена
По Тортону(енгл.Thorton) и Аровуду (енгл.Arrowood), самопроцена је једна од функција социјалног поређења. Ово је један процес који објашњава како се појединци ангажују у социјалном поређењу. Специфични циљеви сваке индивидуе ће утицати на то како се ангажују у социјалном поређењу. За самопроцену, људи теже да бирају мету поређења која је слична њима самима. Посебно, највише су заинтересовани да бирају мету која дели неке особите карактеристике са њом. Истраживање показује да већина људи верује да бирање сличне мете помаже да се загарантује тачност самопроцене. Међутим, особе се не понашају увек као непристрасни самопроценитељи, a тачне самопроцене не морају бити примарни циљ социјалног поређења.

### Само-уздизање
Индивидуе такође могу тражити само-уздизање, или побољшавање свог самопоштовања. Оне могу протумачити, изврнути, или игнорисати информацију добијену социјалним поређењем да би себе виделе на позитивнији начин и продубиле своје циљеве само-уздизања. Такође ће одабрати да направе узлазне (поређење са бољим од себе) или силазне (поређење са горим од себе) компарације, у зависности од тога која ће стратегија продубити њихове циљеве само-уздизања. Такође, можда ће избегавати поређења неко време или ће избегавати одређене врсте поређења. Посебно, када индивидуа верује да је њена способност у одређеној области ниска, избегаваће узлазну социјалну компарацију у тој области. За разлику од циљева самопроцене, људи који учествују у социјалном упоређивању са циљем само-уздизања не траже мету сличну њима. Чак, ако се сличност са метом види као претња, због тога што мета надјачава особу у некој димензији, та особа може да минимализује сличност мете са собом.
Каснији успеси у теорији довели су до тога да само-уздизање постане једно од четири мотива самопроцене:, заједно са само-оцењивањем, само-верификацијом, и само-побољшањем.

### Узлазне и силазне социјалне компарације
Вилс (енгл.Wills) је увео концепт силазне компарације 1981. године. Силазна социјална компарација је дефенсивна тенденција која се користи као начин за самопроцену. Када особа гледа на другу особу или групу коју сматра лошијом од себе да би се осећала бољe у вези себе или своје личне ситуације, онда та особа чини силазну социјалну компарацију. Истраживање износи да социјалне компарације са другима који су бољи или супериорнији, или узлазне компарације, могу смањити самопоштовање, док силазне компарације могу подићи самопоштовање. Теорија силазне компарације наглашава позитивне ефекте упоређивања у повећавању нечијег субјективног општег. На пример, пронађено је да су пацијенткиње које болују од рака дојке чиниле већину упоређивања са пацијенткињама које су у горем стању од њих самих.
Премда је истраживање социјалне компарације изложило да узлазне компарације могу смањити самопоштовање, Колинс (енгл. Collins) указује да то није увек случај. Индивидуе чине узлазна поређења, свесно или несвесно, када себе упоређују са особом или компаративном групом коју доживљавају као супериорнијом или бољом од себе да би побољшале њихову слику o себи или да би креирале позитивнију слику њихове личне стварности. Узлазне социјалне компарације се дешавају због самопроцене и самопобољшања у нади да ће се такође десити и само-уздизање. У узлазној социјалној компарацији, људи желе да верују да су део елите или супериорни, па чине поређења која наглашавају сличности између њих самих и компаративне групе, за разлику од силазне социјалне компарације, где су сличности између особа или група одвојене.
Такође је изнесено да узлазне компарације могу донети инспирацију за побољшањем, па је у једној студији пронађено да док су пацијенткиње са раком дојке чиниле силазна поређења, тиме су показале жељу за информацијама у вези оних које су биле у бољoj позицији.
Друга студија је показала да људи који су на дијети често користе узлазна поређења тако што стављају слике виткијих људи на својим фрижидерима. Ове слике служе не само као подсетник тренутне тежине те особе већ и инспирација или циљ који треба достићи. Једноставно речено, силазне социјалне компарације чине да се осећамо бољe у вези нас самих, док је за узлазне социјалне компарације вероватније да ће нас мотивисати да достигнемо више и постигнемо бољe резултате.

### Посредници социјалне компарације
Аспинвал (енгл.Aspinwall) и Тејлор (енгл.Taylor) посматрали су расположење, самопоштовање, и претњу као посреднике који нагоне особе да одаберу силазну или узлазну компарацију. Силазне компарације у случајевима где су особе доживеле претњу свог самопоштовања произвеле су погодније самопроцењивање.

#### Високо самопоштовање и социјално упоређивање
Аспинвол (енгл.Aspinwall) и Тејлор (енгл.Taylor) су пронашли да су узлазне социјалне компарације биле добре у ситуацијама где су особе које су правиле поређења имале високо самопоштовање, зато што су им ове врсте компарација дале мотивацију и наду него што су то учиниле силазне социјалне компарације. Међутим, када су ове особе доживеле скорију претњу или сметњу свог самопоштовања, оне су изјавиле да су узлазне компарације имале негативнији утицај од силазних компарација.

#### Ниско самопоштовање и социјално упоређивање
Било како било,људи са ниским самопоштовањем или људи који доживљавају неку врсту претње у свом животу (на пример лоше им иде у школи, или су болесни) имају тенденцију да преферирају силазне компарације у односу на узлазне. Људи са ниским самопоштовањем и негативним утицајем побољшавају своје расположење тако што праве силазне компарације. Њихово расположење се не побољшава толико колико би могло да су имали високо самопоштовање. Чак за људе са ниским самопоштовањем, ове силазне социјалне компарације побољшавају њихово негативно расположење и омогућавају осећaj наде и мотивације за будућност.

#### Осећаји/расположења и њихов утицај на социјалну компарацију
Особе које имају негативно расположење побољшавају своје расположење тако што праве узлазне социјалне компарације, без обзира који је њихов ниво самопоштовања. Додатно, обе ове особе, и са високим самопоштовањем и ниским самопоштовањем који су позитивног расположења подижу своје расположење када праве узлазна поређења. Међутим, за оне који су недавно искусили претњу свог самопоштовања или нечег негативног у свом животу, узлазне социјалне компарације уместо силазних социјалних компарација резултира у негативнијем осећању. Самопоштовање и постојање претње или нечег негативног у животу особе су два посредника њиховог реаговања на узлазне или силазне компарације.

### Такмичарски дух
Због тога што особе иду узлазно у случају способности, социјално поређење може довести до такмичења међу вршњацима. У том погледу, психолошки значај поређења зависи од друштвеног статуса особе, и контекста у ком се њене способности процењују.

#### Друштвени статус
Такмичење које произилази из социјалне компарације може бити веће код особа вишег друштвеног статуса јер особе са вишим друштвеним статусом више губе. У једној студији, ученицима у учионици је представљен програм давања бонуса где се случајно, оцене неких ученика повећавају a оцене осталих ученика остају исте. Упркос чињеници да ученици ништа не губе овим програмом, особе са вишим статусом су биле против програма, и изнеле запажену дистрибутивну неправду. Изнесено је да је ово била когнитивна манифестација аверзије према силазном кретању, која има већи психолошки значај када особа има виши статус.

#### Близина стандарду
Када се особе оцењују тамо где постоје одређени стандарди, на пример у академској учионици где се студенти рангирају, онда се повећава такмичарски дух како се сличност стандарду повећава. Када је једини одређени стандард највиши (сам врх), онда особе које су рангиране високо су највише такмичарски настројене према вршњацима, a особе нижег и средњег ранга су једнако такмичарски настројене. Ипак, када и високи и ниски рангови имају значај, особе високог и ниског ранга су подједнако такмичарски настројене, a и једни и други су више такмичарски настројени од особа средњег ранга.

### Модели социјалне компарације
Неколико модела је представљено социјалној компарацији, укључујући Модел одржавања самопроцене (МОС),Прокси Модел, Тријадни Модел и Модел тројног ja.

#### Модел одржавања самопроцене
MOС (енгл.SEM ) предлаже да ми правимо поређења да одржимо или повећамо наше самопроцењивање, фокусирајући се на антагонистичке процесе поређења и рефлексије. Абрахам Тисер (енгл.Abraham Tesser) је спровео истраживање o динамици самопроцене која има неколико форми. Модел одржавања самопроцене (енгл.SEM) социјалног понашања се фокусира на последице изванредних перформанси друге особе на своју сопствену самопроцену. Бележи неке услове под којима добре перформансе друге особе јачају самопроцену, тј.., "хвале се туђом славом", и услове под којима то прети самопроцени кроз процес поређења.

#### Прокси модел
Прокси Модел очекује успех нечега што је непознато. Модел представља да ако је особа успешна или joj је познат задатак, онда ће он или она такође бити успешни са новим сличним задатком. Прокси се оцењује по способности и постављa питање "Да ли ja могу урадити X?" Прокси поређење се заснива на претходним ставовима. Мишљење оног ко упоређује и да ли је прокси извршила максималан труд на прелиминарном задатку су варијабле које утичу на његово или њено мишљење.

#### Тријадни модел
Тријадни модел се гради на елементима појединости социјалне компарације, предлажући да мишљења социјалне компарације се најбољe разматрају у виду 3 различита евалуативна питања: оцењивање преференције (тј., “Да ли ми се допада X?”), оцењивање уверења (тј.“Да ли је X тачно?”), и предсказање преференције (нпр., “Да ли ће ми се допасти X?”). У тријадном моделу, најзначајнија поређења су са особама које су већ искусиле сличност и показује доследност у повезаним карактеристикама или прошлим преференцијама.

#### Модел тројног ја
Модел тројног ja предлаже да је теорија социјалне компарације комбинација две различите теорије. Једна теорија је развијена око мотивације и фактора који утичу на врсту информација социјалне компарације које људи траже из околине a друга је o самопроцени и факторима који утичу на ефекте социјалних компарација на просуђивање себе. Док постоји много истраживања у области мотива компарације, мало их је у области компаративне евалуације. Објашњавајући да је биће схваћено као појмови у међусобном односу доступни у зависности од тренутног контекста суда и узимајући назнаке из Социјалне Когнитивне Теорије, овај модел испитује Асимилациони ефекат и разликује три класа идеја Само-концепта : индивидуална бићa, могућa бићa и колективна бићa.

## Утицај медија
Утврђено је да медији играју велику улогу у социјалним компарацијама. Истраживачи су испитивали социјалне ефекте медија користећи теорију социјалне компарације, пронашли су да се у већини случајева жене ангажују у узлазним социјалним компарацијама са метом која је друга особа, што резултира да имају више негативних осећања o себи. Већина жена имају дневно прилике да праве узлазна поређења тако што себе упоређују са неком формом социјаног идеала. Социјалне компарације су постале битан механизам за учење o друштвеним очекивањима по питању изгледа међу вршњацима и вредновању себе по тим стандардима .
Иако и мушкарци праве узлазна поређења, истраживање показује жене више праве узлазна поређења и да упоређују себе са нереално високим стандардима представљених у медијама. Како се женама показују више слика моћних, успешних и витких жена, оне схватају да је “идеал” норма за друштвено виђење атрактивног. Неке жене су изјавиле да су правиле узлазна поређења у позитивном смислу са сврхом само-мотивације, али већина узлазних компарација је начињено када се особа осећa мање вредном и стога евоцирају негативу конотацију.

## Критике
Многе критике су се подигле по питању Фестингерове хипотезе сличности. Deutsch и Krauss су полемисали да људи заправо траже особе различите од себе у својим поређењима истичући да је ово битно за стицање вредног знања o себи, како је приказано у истраживању. Такође је кружила двосмисленост o битним димензијама за сличност. Goethals и Darley су појаснили улогу сличности износећи да људи преферирају да упоређују оне који су сличних појединости, као на пример мишљења, карактеристика или могућности да би повећали самопоуздање за просуђивање вредности, иако се несличности у повезаним атрибутима преферирају када се вреднују нечија уверења.